# Brachychira lunuligera
Brachychira lunuligera är en fjärilsart som beskrevs av Sergius G. Kiriakoff 1954. Brachychira lunuligera ingår i släktet Brachychira och familjen tandspinnare. Inga underarter finns listade i Catalogue of Life.